# Timbaland
Timothy Zachery Mosley (10 de março de 1972), conhecido profissionalmente como Timbaland, é um produtor musical, compositor, rapper e cantor norte-americano. Nascido e criado em Norfolk, Virginia, ele recebeu grande aclamação por seu trabalho de produção inovador e seu estilo rítmico característico de "gagueira". Em 2007, a Entertainment Weekly declarou que "quase todas as tendências pop atuais podem ser rastreadas até ele—desde cantoras de R&B sensuais e urbanas até a arte de incorporar sons avant-garde em sucessos que lideram as paradas".
Os primeiro grande crédito de produção de Timbaland foi no álbum One in a Million (1996) de Aaliyah. O contínuo sucesso comercial em suas produções seguintes—incluindo o álbum Ginuwine...the Bachelor (1996) de Ginuwine, que gerou o grande sucesso "Pony", e o álbum de estreia de Missy Elliott, Supa Dupa Fly (1997)—fizeram dele um produtor requisitado por artistas de R&B e hip-hop. Ele também lançou seu próprio material enquanto fazia isso, lançando três álbuns como parte da dupla de hip hop Timbaland & Magoo, junto com seu primeiro álbum de estúdio solo, Tim's Bio: Life from da Bassment (1998). Ele produziu o single "Cry Me a River" (2002) de Justin Timberlake, posteriormente produzindo a maioria dos lançamentos subsequentes de Timberlake— incluindo FutureSex/LoveSounds (2007) e The 20/20 Experience (2013)—junto com seus respectivos singles de sucesso.
Sua canção "Give It to Me" (com participação de Nelly Furtado e Timberlake) alcançou o topo da Billboard Hot 100 e precedeu o lançamento de seu segundo álbum, Shock Value (2007). O álbum produziu também os singles "The Way I Are" (com participação de Keri Hilson) e "Apologize" (com OneRepublic), que atingiram a terceira e segunda posição da tabela, respectivamente. Seu terceiro álbum, Shock Value II (2009) foi promovido pelos singles "Carry Out" (com participação de Timberlake), "Say Something" (com participação de Drake) e "If We Ever Meet Again" (com Katy Perry), as quais figuraram no top 40 da tabela estadunidense. Enquanto isso, os créditos de produções de Timbaland nesse período incluíram canções de Michael Jackson, Jay-Z, Beyoncé, Madonna, Kanye West, Rihanna, Alicia Keys, Lil Wayne, Björk e entre outros. Ele venceu quatro Grammy Awards de 22 indicações.
Timbaland fundou as gravadoras Beat Club em 2001 e sua sucessora, Mosley Music Group, em 2006, por meio da qual ele contratou artistas como Nelly Furtado—cujo álbum Loose (2006) atingiu o topo da Billboard 200—bem como OneRepublic, Keri Hilson, Bubba Sparxxx e Chris Cornell. Beat Club é homônimo de um serviço no qual Timbaland orienta produtores emergentes, lançado em 2020. Ainda em 2020, junto com o colega produtor Swizz Beatz, ele co-criou a série de webcast Verzuz.

## Carreira como produtor
Timbaland foi considerado similar a produtores como Brian Eno, Phil Spector ou Norman Whitfield que ajudaram a diferenciar um estilo de um gênero da música de um outro estilo muito parecido. As canções que ele produz incluem arranjos não usuais, sons e instrumentos, ao lado de um senso comercial de espaço e ritmo. Assim como Spector e Whitfield, a produção de Timbaland às vezes ultrapassa a barreira dos créditos e cria uma participação na canção, fazendo com que ele se torne uma das "estrelas" da canção. Muitas pessoas o consideram um dos melhores produtores de rap, hip hop e R&B Com o compositor Steve "Static Major" Garrett e a amiga de infância Missy Elliott, Timbaland ajudou a criar algumas das canções de maior sucesso na música pop e urbana moderna, incluindo singles para Missy Elliott, Aaliyah, Jay-Z, Justin Timberlake, Lil Wayne, D.O.E., Sebastian, Keri Hilson, OneRepublic, Ludacris, Nelly Furtado, Madonna, Björk, Beyoncé, The Game, The Hives, 50 Cent, Rihanna, The Pussycat Dolls, Bobby Valentino, Darion Brown, Jennifer Lopez, Nicole Scherzinger, Petey Pablo, Katy Perry, Flo Rida, The Dey, Rod, Dima Bilan, NLT, Ashlee Simpson, Haylie Duff e Demi Lovato. Timbaland chegou a propor para Britney Spears que produzisse músicas para seu álbum Blackout, mas Britney recusou suas propostas.
Entre seus próximos projetos, Timbaland produziu algumas canções em conjunto com Justin Timberlake para o álbum de Madonna, Hard Candy, lançado em 29 de abril de 2008 além de participar do primeiro single do mesmo, "4 Minutes". Também está produzindo junto a Missy Elliott o quinto álbum de estúdio de Nelly Furtado, ainda sem data de lançamento. Em 2008, Timbaland também produziu a música "Believe", interpretada pelo russo Dima Bilan, que ganhou o programa de televisão europeu Eurovisão (ou Eurovision, em inglês). Timbaland também produziu o novo álbum de Ashlee Simpson chamado de Bittersweet World. Gravou uma música com o Fall Out Boy, chamada "One & Only". Em 2011, Timbaland produziu três faixas do álbum Unbroken da cantora Demi Lovato, fazendo também uma participação vocal em uma delas, ao lado de Missy Elliot, chamada "All Night Long". Participou também da produção de cinco canções do álbum póstumo Xscape, do cantor Michael Jackson, lançado em 2014.

## Controvérsias

### Scott Storch
Timbaland se refere a Scott Storch no primeiro single de seu segundo álbum de estúdio, "Give It To Me" cantando: "Eu ganho meio milhão por minhas batidas, você só recebe uns trocados/Nunca verei o dia em que eu não farei todos levantarem as mãos/Eu sou respeitado na Califórnia por todo o caminho até o Japão/Eu sou o verdadeiro produtor e você é só o pianista/Suas canções não chegam ao topo das paradas, apesar de que eu já as escutei, e eu também não sou fã delas." Timbaland confirmou que estava falando sobre Storch em uma entrevista para a MTV. Ele disse que queria ir atrás daqueles que "falam demais" e "falam besteiras" em seu novo álbum Timbaland Presents Shock Value.
Storch respondeu com a faixa "Built Like That" em 26 de Fevereiro de 2007, co-produzida com Nu Jerzey Devil, com participação do rapper Nox e está em seu primeiro álbum solo, Piano Man. Na faixa, Storch declara que ele tem inteira responsabilidade pela canção hit de 2002 de Justin Timberlake, "Cry Me a River", pela qual ele recebeu apenas crédito de pianista e compositor, enquanto a produção foi creditada somente a Timbaland. Ele também declara que o parceiro de produção de Timbaland, Danja, foi o único responsável pelo sucesso dos últimos hits de Timbaland com Nelly Furtado e Justin Timberlake, e o culpado pelo fracasso do primeiro selo criado por Timbaland, Beat Club.

## Discografia

### Álbuns
- Timbaland Presents Shock Value (2007)
- Timbaland Presents Shock Value II (2009)